# Rijksweg 77
Der Rijksweg 77 (Abkürzung: RW 77) – Kurzform: Autosnelweg 77 (Abkürzung: A77) –  ist eine niederländische Autobahn, die am Autobahndreieck Knooppunt Rijkevoort in der nordbrabantschen Gemeinde Boxmeer beginnt, wo sie mit der niederländischen A73 verbunden ist. Die 10 Kilometer lange Strecke verläuft in östlicher Richtung zum deutsch-niederländischen Grenzübergang Goch. Ab dort wird sie als Bundesautobahn 57 über den linken Niederrhein, Krefeld und Neuss nach Köln weitergeführt. Als eine der wichtigsten Verbindungen nach Rotterdam ist die A77 Teil der Europastraße 31. Es wurde bereits darüber nachgedacht, die 1986 für den Verkehr freigegebene Autobahn nach Westen bis zur niederländischen A50 zu verlängern.